# Ernst Dotzauer
Ernst Dotzauer (* 1924; † 23. Dezember 2005) war ein deutscher Mathematiker und Informatiker.

## Leben
Ernst Dotzauer studierte von 1949 bis 1955 Mathematik an der Universität Göttingen. Nach seinem Diplom-Abschluss in Mathematik 1955 war er als Wissenschaftlicher Mitarbeiter am Institut für Praktische Mathematik der TH Darmstadt (heute: Technische Universität Darmstadt) tätig. Parallel arbeitete er im Arbeitsgebiet „Numerische Meteorologie“ für den Klimaforscher Hermann Flohn beim Deutschen Wetterdienst in Frankfurt am Main. 1958 wechselte er zur Siemens AG in München und war im Zentral-Laboratorium für den Entwurf von EDV-Anlagen verantwortlich sowie als Dienststellenleiter für „Technisch-wissenschaftliche Programme“, „Wissenschaftliche Programme“ sowie „Information Programme“. 1962 wurde er im Rahmen eines Forschungsprojektes der NASA mit einer Arbeit über die Berechnung von Steuerungsvorgängen mit Optimalbedingung mittels Lie-Reihen in Mathematik zum Dr. phil. promoviert.
Er war zunächst ab 1964 Dozent an der Staatlichen Ingenieurschule Konstanz (SIS) für Mathematik und EDV-Programmierung, ab 1965 erster Leiter des neu gegründeten Rechenzentrums der SIS Konstanz, einer Vorgängereinrichtung der heutigen Hochschule Konstanz.
1971 wurde Dotzauer zum Professor für Wirtschaftswissenschaften und Informatik am Institut für Angewandte Informatik und formale Beschreibungsverfahren (AIFB) an der Universität Karlsruhe (TH) ernannt. Ab 1971 war er Mitglied im Beschaffungsausschuss einer Großrechenanlage an der neu gegründeten Universität Konstanz.
Dotzauer war von 1949 bis 1955 Mitglied der Akademischen Burse Göttingen.
Seine Lehrbücher gehörten zu den Standardwerken in der Informatikausbildung.

## Schriften
- Grundlagen der Datenverarbeitung, Teil 1 – Informationsträger, Strukturen, Algorithmen und methodische Mittel für ein wirtschaftliches Programmieren, Hanser-Verlag München 1968
- Grundlagen der Datenverarbeitung, Teil 2 – Informationsdarstellung, maschinengebundene Abläufe, Formate und peripherer Datenverkehr, Hanser-Verlag München 1970
- Einführung in APL, Verlag B.I. Mannheim 1978, ISBN 3-411-00753-2
- Praktikum zur angewandten Informatik, Hanser-Verlag München 1985, ISBN 3-446-11685-0
- Grundlagen der digitalen Simulation, Hanser-Verlag München 1987, ISBN 3-446-15093-5
- Mathematische Modellierung von 3D-Freiformobjekten, Hanser-Verlag München 1992, ISBN 3-446-17194-0